# José Hidalgo Fernández
José Hidalgo Fernández (Linares, Jaén, 1873 - ibídem, 1916), fue un libretista de zarzuelas y escritor español.
José Hidalgo fue un libretista de zarzuelas y escritor andaluz de finales del siglo XIX y principios del XX. Colaboró con Alfredo Martos Gómez, director de la banda municipal de Linares y de la escuela municipal de música de esa misma ciudad. Dirigió la Estudiantina-Rondalla "El fígaro linarense". En su faceta de libretista, escribió varias zarzuela. Entre sus obras se encuentran las zarzuelas Amor de gigante, Flores y Espinas y El gran artista.

## Su obras
José Hidalgo escribió numerosas obras, la mayoría desconocidas y desaparecidas. Sus obras son:

### Zarzuelas
- Amor de gigante. Año 19??
- Flores y Espinas. Año 1910
- El gran artista. Año 1907
- El tipitipi. Año 1908
- La libertaria. Año 19??
- Voluntarios en Melilla. Año 19??
- La Fiesta de la Yedra. Año 19??

### Dramas en prosa
- Juan Antonio ó el Martirio de un Obrero. (Drama en tres actos y en prosa)
- Locura Santa. (Drama en tres actos y en prosa)
- Justicia del cielo. (Drama en un acto y en prosa)
- Sin Conciencia. (Drama en tres actos y en prosa)
- La Profesa. (Comedia en un acto y en prosa)